# Boomerang
 Ikke at forveksle med Boomerang (tv-kanal).
En boomerang er en buet flad vingeformet kastekølle og er normalt lavet af træ. Når en boomerang kastes rigtigt, roterer den om sig selv, samtidig med at den flyver gennem luften. Den kan flyve langt, og hvis den kastes rigtigt, returnerer den til eller forbi udgangspunktet og kan mange gange gribes. Som det kan ses af kildens video, er tyngdekraften ikke nødvendig for at en boomerang kan komme tilbage til sit udgangspunkt.

Først ca. 1822 blev ordet boomerang dannet på engelsk. Men både aboriginernes tunge "jagtpinde" og lette boomeranger blev under ét kaldt boomeranger. Før ordet boomerang blev de kaldt "træsværd", da de engelsktalende indvandrere ikke kendte deres brug. Først i 1893 skrev John Fraser, at der fandtes to typer.

## Historisk
Boomerang-lignende ting som "jagtpinde" blev anvendt over det meste af verden ved jagt, religion og sport. Deres oprindelse er ikke fuldt klarlagt. Forhistoriske stammer i Europa har benyttet specielle kasteøkser. Der er fundet boomeranglignende genstande fra ca. 18. årtusinde f.Kr. i det, som nu er Polen. Jagtpindligende afbildninger ses på klippemalerier fra stenalderen. I det tidlige Egypten blev en specielt udformet "pind" anvendt af faraoerne til at jage fugle med.
De kendteste er fra Australien, hvor de til i dag er anvendt: Boomeranger (kommer tillbage) og jagtpinde (kylie eller Warlpiri karli tunge – kommer ikke tilbage).
I dag er boomeranger oftest sportsremedier. De vejer som regel mindre end 100 g og nogle under 25 g.
Boomerang-tågen er en stjernetåge i form af en boomerang. Den er opdaget i stjernebilledet Kentauren i 1980 ca. 5.000 lysår fra Jorden.

## Design
Boomeranger, der kan komme tilbage, er oftest to vinger sat i en vingeprofil som et "v": en vender fremad og en bagud, men når boomerangen kastes roterer boomerangen og begge vingeprofiler bevæger sig "fremad" i luften, og med denne egenrotation skaber den sin egen dynamiske opdrift. Hvis den har nok rotation og den kastes rigtigt i forhold til vinden flyver den i en cirkelbane og i mange tilfælde tilbage til eller forbi udgangspunktet.
Med undtagelse af langdistance boomeranger skal boomeranger ikke kastes vandret eller sidelæns som en frisbee, men næsten lodret.